# تیم ملی فوتسال انگلستان
تیم ملی فوتسال انگلستان نماینده انگلستان در مسابقات بین‌المللی فوتسال و یکی از تیم‌های فوتسال اروپایی است.
براساس رده‌بندی فیفا تیم فوتسال انگلستان جایگاه ۵٩
را در بین تیم‌های ملی فوتسال جهان دارد.